# Felix Thome
Felix Thome (* 26. September 1966 in Uttenweiler) ist ein deutscher Kirchenhistoriker.

## Leben
Felix Thome besuchte die Grundschule in Uttenweiler (1973–1977) und das Gymnasium in Riedlingen (1977–1986). Nach dem Abitur 1986 studierte er von 1986 bis 1991 katholische Theologie in Tübingen und Rom (Päpstliche Universität Gregoriana). Die Theologische Hauptprüfung (Tübingen) legte er 1991 ab. Die  Pastorale Ausbildung absolvierte er 1991/1992 im Priesterseminar Rottenburg. 
Nach der Diakonatsweihe am 14. März 1992 in Stuttgart absolvierte er 1992/1993 das Diakonatsjahr in der Domgemeinde St. Martin in Rottenburg. Nach der Priesterweihe am 19. Juni 1993 in Neresheim war von 1993 bis 1995 Vikar in der Gemeinde Christkönig in Stuttgart-Vaihingen. Als Repetent war er von 1995 bis 2000 am Wilhelmsstift tätig. Nach der zweiten Dienstprüfung (Pfarrexamen) 1997 (mit Befugnis zur Erteilung von Religionsunterricht in allen Schularten) war er von 2000 bis 2003 für die Erstellung der Dissertation freigestellt. 
Von 1995 bis 1999 lernte er in Tübingen im Fach Sprachen und Kulturen des Christlichen Orients Syrisch, Koptisch, Altgeorgisch, Altarmenisch und Altäthiopisch (Ge'ez). Nach der Promotion am 26. Januar 2004 mit einer Arbeit über Historia contra Mythos – Die Schriftauslegung Diodors von Tarsus und Theodors von Mopsuestia im Widerstreit zu Kaiser Julians und Salustius’ allegorischem Mythenverständnis (bei Hermann Josef Vogt) war er von 2005 bis 2007 für die Erstellung der Habilitationsschrift freigestellt. Er war wissenschaftlicher Angestellter (2003–2005) am Lehrstuhl für Liturgiewissenschaft bei Gabriele Winkler. Nach der Habilitation am 30. Januar 2007 mit einer Arbeit über Studien zum Johanneskommentar des Theodor von Mopsuestia war er von 2007 bis 2009 Pfarrvikar in der Seelsorgeeinheit Horb am Neckar. Ab 2009 wirkte er als Pfarrvikar in der Seelsorgeeinheit Stuttgart-Vaihingen. Von 2016 bis 2021 leitete er als Pfarrer die Seelsorgeeinheit Wernau. Seit 2021 ist er Pfarrer der Seelsorgeeinheit Deißlingen. Im Wintersemester 2013/2014 war er Universitätsprofessor an der Ludwig-Maximilians-Universität München. Im Wintersemester 2014/2015 wurde er zum außerplanmäßigen Professor an der Eberhard Karls Universität Tübingen ernannt.

## Werke
- Historia contra Mythos. Die Schriftauslegung Diodors von Tarsus und Theodors von Mopsuestia im Widerstreit zu Kaiser Julians und Salustius' allegorischem Mythenverständnis. (= Hereditas. Bd. 24), Borengässer, Bonn 2004
- Studien zum Johanneskommentar des Theodor von Mopsuestia. (= Hereditas. Bd. 26), Borengässer, Bonn 2008